# Fred Goebel
Fred Goebel, conosciuto anche come Fred Selva-Goebel, alla nascita Walter Goebel (Berlino, 3 aprile 1891 – Stoccarda, 16 maggio 1964) è stato un attore tedesco.

## Biografia
Nato col nome di Walter Goebel, riceve un anno e mezzo di istruzione nel settore edilizio ancora prima del 1910, il primo grado per il lavoro di ingegnere. A quasi 20 anni inizia la sua istruzione di attore di due anni a Berlino presso il Conservatorio Stern. A partire dal 1913 riceve lo stampo artistico da Leopold Jessner presso il Thalia Teater ad Amburgo, dal 1915 al 1917 debutta a Vienna. Negli anni 1917-1918 presta servizio al fronte.
Intraprende il suo primo tentativo cinematografico con il nome di Fred Selva-Goebel prima dell’evasione dalla prima guerra mondiale, con il ruolo principale al fianco di Senta Eichstaedt in Miss-Nobody, una rassegna di film gialli. Nel 1913 interpreta Vivian Dartin in “Das Geheimnis von Chateau Richmond” (il segreto di Chateau Richmond) e lo stesso anno il gentiluomo britannico Phileas Fogg in  Die Jagd nach der Hundertpfundnote oder Die Reise um die Welt.
Immediatamente dopo la fine della Guerra nel novembre del 1918 continua il suo lavoro di attore di film e teatro (u. a. Berlins Trianontheater). Inizialmente ancora firmato Fred Selva-Goebel, recita ruoli principali e secondari in numerose produzioni di film muti minori. A grande richiesta interpreta molteplici nobili come Garfen Fedor in Kinder der Landstraße, Chevalier de Grieux in Manon Lescaut,  Kurt von Heindorf in Die gelbe Fratze, Grafen Alexandrow in Eine Demimonde-Heirat, Grafen Dornburg in Spiritismus, Grafen Axel Gyllenberg in Manegerausch e Lord Henry Retcliffe in Die Wölfin.
Goebel ha anche recitato in film muti apparendo in ruoli secondi. Ha anche lavorato come doppiatore in una considerevole quantità di film stranieri. Nel 1941-1942 trova i suoi ultimi ingaggi teatrali alla Komödienhaus di Berlino.
Dopo la Guerra Goebel, non più in attività, vive a Stuttgart dove muore nel 1964.

## Filmografia
|  | - 1913: Das Geheimnis von Chateau Richmond - 1913: Die Jagd nach der Hundertpfundnote oder Die Reise um die Welt - 1919: Kinder der Landstraße - 1919: Der Tod aus dem Osten - 1919: Manon. Das hohe Lied der Liebe - 1919: Die gelbe Fratze - 1919: Die Insel der Glücklichen - 1919: Leichtsinn und Lebewelt - 1920: Eine Demimonde-Heirat - 1920: Spiritismus - 1920: Die Wölfin - 1920: Der Pokal der Fürstin - 1920: Manegerausch - 1920: Der Funkenruf der Riobamba - 1920: Mitternachtsbesuch - 1920: Monte Carlo - 1920: Jenseits von Gut und Böse - 1921: Das Medium - 1921: Das Mädchen, das wartete - 1921: Sturmflut des Lebens - 1922: Erniedrigte und Beleidigte - 1923: Zwischen Abend und Morgen - 1924: Gentleman auf Zeit - 1924: Die Perücke - 1926: Gräfin Plättmamsell - 1926: Spitzen - 1929: Manolescu - 1930: 1914, die letzten Tage vor dem Weltbrand - 1931: Der Hauptmann von Köpenick - 1932: Un affare misterioso - 1932: Die elf Schill’schen Offiziere - 1932: Marschall Vorwärts - 1933: Amanti folli - 1933: Kind, ich freu’ mich auf Dein Kommen - 1933: Keine Angst vor Liebe - 1933: Gretel zieht das große Los - 1933: Tempo, Carlo, Tempo (cortometraggio) - 1933: Zu Straßburg auf der Schanz’ - 1934: Das verlorene Tal - 1934: Da stimmt was nicht - 1934: Lockvogel - 1934: Fürst Woronzeff - 1934: Ihr größter Erfolg - 1934:Una notte a Pietroburgo - 1935: Hundert Tage |  | - 1935: Das Mädchen Johanna - 1935: Lo studente di Praga - 1935: Schwarze Rosen - 1936: Skandal um die Fledermaus - 1936: Boccaccio - 1936: Lasciate fare alle donne - 1936: Es geht um mein Leben - 1936: Weiße Sklaven - 1937: Ball im Metropol - 1937: La stella di Broadway - 1937: Sherlock Holmes - 1937: Die gläserne Kugel - 1937: Das Schweigen im Walde - 1938: Das indische Grabmal - 1938: Es leuchten die Sterne - 1938: Der unmögliche Herr Pitt - 1938: Geheimzeichen LB 17 - 1938: Fortsetzung folgt - 1938: Gastspiel im Paradies - 1938: Sergeant Berry - 1938: Zwei Frauen - 1938: In geheimer Mission - 1939: Robert und Bertram - 1939: Der Gouverneur - 1939: Kennwort Machin - 1939: Die goldene Maske - 1939: Zentrale Rio - 1939: Fahrt ins Leben - 1940: Die Rothschilds - 1940: Il guanto verde (film 1940 Pfeiffer) - 1940: Feinde - 1940: Concerto a richiesta - 1940: Carl Peters - 1941: Senza gloria - 1941: Anschlag auf Baku - 1941: Frau Luna - 1941: Sonntagskinder - 1941: Immer nur Du - 1941: Der Strom - 1942: Alles aus Liebe - 1942: Ein Walzer mit Dir - 1942: Der 5. Juni - 1943: Ich vertraue Dir meine Frau an - 1943: Damals - 1943: Eine kleine Sommermelodie - 1945: Die Schenke zur ewigen Liebe (incompiuto) |

## Radioprogrammi
- 1948: Wolfdietrich Schnurre: Man sollte dagegen sein! (Mayor) – regia: Oskar Nitschke (Programma radiofonico – Süddeutscher Rundfunk)
- 1950: Wolfgang Lohmeyer: Arzt wider das Gesetz (Dr. von Bodenwarth) – regia: Paul Land (Programma radiofonico – Süddeutscher Rundfunk)
- 1950: Albert Camus: Belagerungszustand – regia: Erich-Fritz Brücklmeier (Programma radiofonico – Süddeutscher Rundfunk)
- 1950: André Gide/Jean-Louis Barrault: Der Prozeß – regia: Cläre Schimmel (Programma radiofonico – Süddeutscher Rundfunk)